# 蒙特克萊
蒙特克萊（英語：Montclair）是美國紐澤西州埃塞克斯郡的一個镇区。據2010年美國人口普查，蒙特克萊有人口37,669人，比2000年人口普查時的38,977人有所減少，比1990年人口普查時的37,729人有所增加。